# Bal Haf
Le Bal Haf est un champ volcanique du centre-sud du Yémen situé le long du golfe d'Aden. Il culmine à environ 233 mètres d'altitude.

## Description
Le volcan Bal Haf se situe à 100 kilomètres au sud-ouest d'Al Moukalla. Le champ du volcan est composé de cônes volcaniques, de tuf volcanique, et de lave ʻaʻā.